# رابطة محترفي التنس
رابطة محترفي التنس أو رابطة محترفي كرة المضرب (بالإنجليزية: ATP World Tour) هي رابطة تم تأسيسها سنة 1972 من قبل محترفي التنس. في سنة 1973 قامت الرابطة بوضع ترتيب رابطة محترفي كرة المضرب. وتشرف اليوم على جميع بطولات كرة المضرب المحترفة للرجال والتي تسمى بطولات رابطة محترفي التنس.
تم تشكيلها في سبتمبر 1972 من قبل دونالد ديل وجاك كرامر وكليف درايسديل لحماية مصالح لاعبي التنس المحترفين، وأصبح درايسديل أول رئيس للرابطة.
منذ عام 1990، نظمت الجمعية بطولة اتحاد لاعبي التنس المحترفين، وبطولة التنس العالمية للرجال وربطت اسم البطولتين باسم الرابطة. وهي الهيئة الإدارية لتنس المحترفين للرجال. في عام 1990، تم تسمية المنظمة ببطولة ATP، والتي أعيدت تسميتها في عام 2001 باسم ATP فقط والبطولة هي التي تسمى ببطولة ATP. في عام 2009، تم تغيير اسم البطولة مرة أخرى لتأخذ اسم بطولة ATP العالمية، ولكن تم تغييره مرة أخرى إلى بطولة ATP بحلول عام 2019. ويقع المقر العالمي لاتحاد لاعبي التنس المحترفين في لندن. فيما يقع مقر رابطة محترفي التنس الأمريكيين في بونتي فيدرا بيتش، فلوريدا. ويقع المقر الرئيسي لـرابطة محترفي التنس الأوروبيين في موناكو. ورابطة محترفي التنس الدولية التي تغطي إفريقيا وآسيا وأستراليا يقع مقرها في سيدني، أستراليا

## تاريخ الرابطة
بدأت في عام 1972 من قبل جاك كرامر، دونالد ديل، وكليف درايسديل، وأدارها لأول مرة جاك كرامر كمدير تنفيذي وكليف دريسديل كرئيس. كان جيم مكمانوس من الأعضاء المؤسسين. أنشأ كرامر نظام تصنيف اللاعبين المحترفين، والذي بدأ في العام التالي وما زال قيد الاستخدام حتي الآن. من 1974 إلى 1989، كانت تدار مسابقات الرجال من قبل لجنة فرعية تسمى مجلس التنس الدولي المحترف للرجال (بالإنجليزية:Men's International Professional Tennis Council). كانت مكونة من ممثلين عن الاتحاد الدولي للتنس ورابطة لاعبي التنس المحترفين ومديري البطولات من جميع أنحاء العالم. طلب اتحاد لاعبي التنس المحترفين (ATP) بنجاح من مجلس التنس الدولي المحترف للرجال إصدار قاعدة اختبار المخدرات، مما يجعل التنس أول رياضة محترفة تنشئ برنامجًا لاختبار المخدرات.
مقاطعة ويمبلدون عام 1973
في مايو 1973، تم إيقاف نيكولا بيليتش، لاعب التنس الأول في يوغوسلافيا، من قبل اتحاد التنس الوطني، الذي ادعى أنه رفض اللعب في مباراة كأس ديفيز باسم بلاده في وقت سابق من ذلك الشهر. كانت العقوبة الأولية هي الإيقاف لمدة تسعة أشهر بدعم من الاتحاد الدولي لتنس الحقل، ثم تم تخفيضه لاحقًا إلى شهر واحد مما يعني أن بيليتش لن يُسمح له باللعب في بطولة ويمبلدون. وردًا على ذلك، هدد اتحاد لاعبي التنس المحترفين بالمقاطعة، مشيرًا إلى أنه إذا لم يُسمح لبيليتش بالمشاركة فلا ينبغي لأحد. بعد فشل محاولات عديدة للتوصل إلى حل وسط، صوت اتحاد لاعبي التنس المحترفين لصالح المقاطعة ونتيجة لذلك لم يشارك 81 من أفضل اللاعبين في البطولة ذلك العامل، بما في ذلك البطل ستان سميث و13 من أصل 16 لاعبين واعدين. ندد ثلاثة لاعبين من اتحاد لاعبي التنس المحترفين، إيلي نوستاس وروجر تايلور وراي كيلدي بالمقاطعة وتم تغريمهم من قبل لجنة الانضباط في اتحاد لاعبي التنس المحترفين.
انفصال عام 1988
كانت البطولة لا تزال تدار من قبل مديري البطولة والاتحاد الدولي لتنس الحقل. تمرد لاعب في عام 1988 نتيجة للتمثيل المحدود للاعبين داخل المجلس الدولي للتنس المحترف للرجال بالإضافة إلى عدم الرضا عن الطريقة التي تدار بها الرياضة وتسويقها وسانده محترفي التنس النشطين بما في ذلك المصنف الأول عالميًا ماتس ويلاندير وقاموا بتغيير الهيكل الكامل للبطولة.

## التصنيف
ويطلق عليه اسم تصنيف رابطة التنس للمحترفين، هو التصنيف المعتمد لترتيب أفضل اللاعبين حول العالم وهو تصنيف موضوعي يقيس جدارة اللاعبين ويحدد الطريقة التي يتم تصنيف اللاعبين فيها عند مشاركتهم في البطولات المختلفة، فعلى سبيل المثال إذا كان نادال وجوكوفيتش هما المصنفان رقم واحد واثنين على الترتيب، فعند مشاركتهم في بطولة ما فيتم تجهيز القرعة بحيث لا يتقابل هذان اللاعبان إلا في المباراة النهائية.
التفاصيل
يتم حساب نقاط اللاعبين طبقًا للنقاط المجمعة لكل منهما في آخر 52 أسبوعًا، معنى ذلك أن اللاعب الذي ربح بطولة ماسترز مثلاً يأخذ 1000 نقطة، هذه النقاط تظل في حساب نقاط اللاعب لمدة 52 أسبوعًا ثم يتم حذفها.
من هنا تأتي فكرة أن اللاعب حامل اللقب إذا ما وصل لنهائي نفس البطولة لكنه هُزم فإنه يخسر نقاط من تصنيفه.
فلنعطي مثالاً:
بطولة ميامي للماسترز تعطي الفائز بها 1000 نقطة، وقد فاز بها العام الماضي البريطاني آندي موراي، إذن فتصنيفه قد زاد بمقدار 1000 نقطة، في بطولة هذا العام خرج موراي من الدور ربع النهائي، وبالتالي فمن المفروض أن يحصل على 180 نقطة. بالفعل هذا ما يحدث لكن يتم في نفس الوقت خصم 1000 نقطة من رصيد اللاعب بسبب مرور 52 أسبوعًا على البطولة السابقة، وبالتالي تحذف نتائجها، وهنا يكون الفعلي أن اللاعب خسر من رصيد نقاط تصنيفه 820 نقطة.
هذا يجعلنا نفهم ما معنى أن يقول المعلق أن اللاعب آندي موراي حامل اللقب يدافع عن 1000 نقطة، فلو ربح اللاعب بطولة هذا العام لم يكن رصيده ليزداد بأي نقاط إضافية لأنه أحرز 1000 نقطة في البطولة الجديدة وتم خصم 1000 نقطة من البطولة السابقة.
يتم احتساب التصنيف للاعبين المحترفين باحتساب النتائج والنقاط في أفضل 18 بطولة على النحو التالي:
بطولات الغراند سلام الأربعة، وأفضل 8 بطولات ماسترز، وأفضل 6 بطولات ذات 500 نقطة وذات 250 نقطة وبطولات جولة التحدي وسلسلة المستقبل والأولمبياد وكأس ديفيز.
عدد بطولات الماسترز تسع بطولات وليس ثمانية؛ حيث أصبح الاشتراك في بطولة مونت كارلو اختياريًّا، وإذا اشترك بها اللاعب فإن إحدى نتائج بطولات الخمسمائة نقطة يتم تجاهلها.
أفضل 8 لاعبين في التصنيف يضاف لهم نقاط بطولة نهائيات الماسترز والتي تلعب في نهاية الموسم.
النقاط
يعتمد هذا التصنيف على تجميع اللاعبين لنقاط خلال مشاركتهم في البطولات المختلفة، ويتم ترتيب اللاعبين تنازليًّا حسب عدد النقاط المجمعة. ويتم الإعلان على التصنيف الجديد يوم الإثنين من كل أسبوع.
ولكل بطولة نقاط معينة حسب نوعها، سواء كانت غراند سلام أم ماسترز أم 500 نقطة.
غراند سلام
يحصل اللاعب الفائز بالبطولة على 2000 نقطة، بينما يحصل صاحب المركز الثاني على 1200 نقطة، ويحصل اللاعب المتأهل إلى نصف النهائي على 720 نقطة، ويحصل المتأهل إلى ربع النهائى على 360 نقطة، ويحصل اللاعب الصاعد إلى دور الـ16 على 180 نقطة، ويحصل المتأهل إلى دور الـ32 على 90 نقطة، والمتأهل إلى دور الـ64 على 45 نقطة، والذى يلعب في دور التمهيدي على 10 نقاط،  ويحصل اللاعب المتأهل من التصفيات على 25 نقطة.
الماسترز
يحصل اللاعب الفائز بالبطولة على 1000 نقطة، بينما يحصل صاحب المركز الثاني على 600 نقطة، ويحصل اللاعب المتأهل إلى نصف النهائى على 360 نقطة، ويحصل المتأهل إلى ربع النهائى على 180 نقطة، ويحصل اللاعب الصاعد إلى دور الـ 16 على 90 نقطة، ويحصل المتأهل إلى دور الـ32 على 45 نقطة، والمتأهل إلى دور الـ64 على 10 نقاط.
بطولات الـ500 نقطة
يحصل اللاعب الفائز بالبطولة على 500 نقطة، بينما يحصل صاحب المركز الثاني على 300 نقطة، ويحصل اللاعب المتأهل إلى نصف النهائي على 180 نقطة، ويحصل المتأهل إلى ربع النهائى على 90 نقطة، ويحصل اللاعب الصاعد إلى دور الـ16 على 45 نقطة، ويحصل المتأهل إلى دور الـ32 على 20 نقطة، ويحصل اللاعب المتأهل من التصفيات على 10 نقاط.
بطولات الـ250 نقطة
يحصل اللاعب الفائز بالبطولة على 250 نقطة، بينما يحصل صاحب المركز الثاني على 150 نقطة، ويحصل اللاعب المتأهل إلى نصف النهائي على 90 نقطة، ويحصل المتأهل إلى ربع النهائي على 45 نقطة، ويحصل اللاعب الصاعد إلى دور الـ16 على 20 نقطة، ويحصل المتأهل إلى دور الـ32 على 5 نقاط.
نهائي الماسترز
يلعب فيها أفضل 8 لاعبين في الموسم حسب تجميع النقاط في بطولات الماسترز التسع دون غيرها من البطولات.
يقسم اللاعبين إلى مجموعتين، يتأهل من كل مجموعة لاعبين إلى نصف النهائي، يحصل اللاعب على 200 نقطة عن كل فوز في دور المجموعات، وتضاف 400 نقطة للاعب إذا وصل للمباراة النهائية، وتضاف 500 نقطة للاعب إذا فاز بلقب البطولة ليكون مجموع النقاط 1500 نقطة.
كأس ديفيز
40 نقطة لكل فوز في الدور الأول، و60 نقطة لكل فوز في دور الثمانية، و70 نقطة لكل فوز في دور الأربعة، و80 نقطة لكل فوز في الدور النهائي، ليكون الحد الأقصى لنقاط كأس ديفيز هو 500 نقطة يحصل عليها اللاعب إذا فاز في المباريات الثماني كاملة. وفي حال فاز منتخب بلاده باللقب تضاف له 125 نقطة، ليصل الحد الأقصى في هذه الحالة إلى 625 نقطة.وتعامل كأس ديفيز كبطولة من البطولات ذوات الـ500 نقطة
التصنيف الحالي
| ن  | اللاعب                         | النقاط |
| -- | ------------------------------ | ------ |
| 1  | نوفاك ديوكوفيتش -صربيا         | 10,940 |
| 2  | دانييل ميدفيديف - روسيا        | 7,640  |
| 3  | الكسندر زفيريف - المانيا       | 6,540  |
| 4  | ستيفانوس تسيتسيباس - اليونان   | 6,540  |
| 5  | أندري روبليف - روسيا           | 4,950  |
| 6  | رفائيل نادال - اسبانيا         | 4,875  |
| 7  | ماتيو بيريتيني - إيطايا        | 4,568  |
| 8  | كاسبر رود - النرويج            | 3,760  |
| 9  | هوبير هوركاتش - بولندا         | 3,706  |
| 10 | يانيك سينر - إيطايا            | 3,395  |
| 11 | فيليكس اوجير الياسيم - كندا    | 3,263  |
| 12 | كاميرون نوري - بريطانيا        | 2,945  |
| 13 | دييجو شوارتزمان - الأرجنتين    | 2,625  |
| 14 | دومينيك تيم - النمسا           | 2,425  |
| 15 | أصلان كاراتسيف - روسيا         | 2,392  |
| 16 | روجر فيدرر - سويسرا            | 2,385  |
| 17 | كريستيان جارين - تشيلي         | 2,353  |
| 18 | دينيس شابوفالوف - كندا         | 2,348  |
| 19 | روبرتو باوتيستا أغوت - اسبانيا | 2,260  |
| 20 | بابلو كارينو بوستا - اسبانيا   | 2,230  |

## ملخص السلسلة

### مختلف تصنيفات البطولات
| الصنف              | عدد | مجموع الجوائز المالية (USD) | نقطة          | الهيئة المنظمة |
| ------------------ | --- | --------------------------- | ------------- | -------------- |
| البطولات الكبرى    | 4   | 6,784,000 إلى 19,000,000    | 2000          | ITF            |
| كأس الماسترز للتنس | 1   | 4,450,000                   | 1500 (الأقص.) | ATP & ITF      |
| الماسترز 1000      | 9   | 2,450,000 إلى 4,500,000     | 1000          | ATP            |
| فئة ATP 500        | 11  | 755,000 إلى 1,426,000       | 500           | ATP            |
| فئة 250 ATP        | 40  | 416,000 إلى 1,000,000       | 250           | ATP            |
| دورات تشالنجر      | 149 | 35,000 إلى 125,000          | 80-125        | ATP            |
| دورات المستقبل     | 420 | 10,000 إلى 15,000           | 18-35         | ITF            |
| كأس ديفيز          | 1   | -                           | 625 (الأقص.)  | ITF            |

### البطولات الكبرى
| البطولة           | الدولة           | المدينة | بدأت في | نوع الأرضية | الموقع الرسمي          |
| ----------------- | ---------------- | ------- | ------- | ----------- | ---------------------- |
| أستراليا المفتوحة | أستراليا         | ملبورن  | 1905    | صلبة        | www.australianopen.com |
| رولان غاروس       | فرنسا            | باريس   | 1891    | ترابية      | www.rolandgarros.com   |
| ويمبلدون          | المملكة المتحدة  | لندن    | 1877    | عشبية       | www.wimbledon.com      |
| أمريكا المفتوحة   | الولايات المتحدة | نيويورك | 1881    | صلبة        | www.usopen.org         |

### كأس الماسترز
| البطولة                 | الدولة          | المدينة | بدأت في | نوع الأرضية | الموقع الرسمي                      |
| ----------------------- | --------------- | ------- | ------- | ----------- | ---------------------------------- |
| نهائيات الجولة العالمية | المملكة المتحدة | لندن    | 1970    | صلبة        | www.barclaysatpworldtourfinals.com |

### الماسترز 1000
| البطولة              | الدولة           | الاسم التجاري                                 | المدينة                                             | بدأت في | نوع الأرضية | الموقع الرسمي                                             |
| -------------------- | ---------------- | --------------------------------------------- | --------------------------------------------------- | ------- | ----------- | --------------------------------------------------------- |
| إنديان ويلز للماسترز | الولايات المتحدة | بيسفيك لايف المفتوحة                          | إنديان ويلس، كاليفورنيا، الولايات المتحدة الأمريكية | 1987    | صلبة        | انقر هنا                                                  |
| ميامي للماسترز       | الولايات المتحدة | سوني إريكسون المفتوحة                         | ميامي، الولايات المتحدة الأمريكية                   | 1985    | صلبة        | انقر هنا                                                  |
| مونتي كارلو للماسترز | موناكو           | سلسة مونتي كارلو للماسترز مقدمة بواسطة روليكس | مونتي كارلو، موناكو                                 | 1897    | ترابية      | انقر هنا                                                  |
| روما للماسترز        | إيطاليا          | انتر ناسيونالي دي تي ال دي إيتاليا            | روما، إيطاليا                                       | 1930    | ترابية      | انقر هنا                                                  |
| شنغهاي للماسترز      | الصين            | شنغهاي رولكس ماسترز                           | شنغهاي، الصين                                       | 2009    | صلبة        | انقر هنا نسخة محفوظة 9 أكتوبر 2016 على موقع واي باك مشين. |
| كندا للماسترز        | كندا             | كأس روجر                                      | مونتريال / تورنتو، كندا                             | 1881    | صلبة        | انقر هنا                                                  |
| سنسيناتي للماسترز    | الولايات المتحدة | مجموعة الغربيون والجنوبيون الاقتصادية         | سنسيناتي، الولايات المتحدة الأمريكية                | 1899    | صلبة        | انقر هنا                                                  |
| مدريد للماسترز       | إسبانيا          | موتاو مدريلينا ماسترز مدريد                   | مدريد، إسبانيا                                      | 2002    | ترابية (I)  | انقر هنا                                                  |
| باريس للماسترز       | فرنسا            | بي إن بي باريباس للماسترز                     | باريس، فرنسا                                        | 1986    | بساط (I)    | انقر هنا                                                  |

### فئة 500 نقطة
| البطولة  | الاسم التجاري                       | المدينة  | الدولة                   | نوع الأرضية | Draw Size |
| -------- | ----------------------------------- | -------- | ------------------------ | ----------- | --------- |
| روتردام  | ايه بي ان أمرو الدولية              | روتردام  | هولندا                   | صلبة (i)    | 32        |
| ممفيس    | بطولة ريجينز مورغان كيجن            | ممفيس    | الولايات المتحدة         | صلبة (i)    | 32        |
| أكابولكو | أبيرتو مكسيكانو تيل سيل             | أكابولكو | المكسيك                  | ترابية      | 32        |
| دبي      | بطولة سوق دبي الحرة للتنس           | دبي      | الإمارات العربية المتحدة | صلبة        | 32        |
| برشلونة  | أتلانتيكو سابادي المفتوحة           | برشلونة  | إسبانيا                  | ترابية      | 56        |
| هامبورغ  | بطولة هامبورغ الألمانية المفتوحة    | هامبورغ  | ألمانيا                  | ترابية      | 56        |
| واشنطن   | ليغ ماسون كلاسيك للتنس              | واشنطن   | الولايات المتحدة         | صلبة        | 48        |
| بكين     | بطولة الصين المفتوحة                | بكين     | الصين                    | صلبة        | 32        |
| طوكيو    | بطولة اليابان المفتوحة              | طوكيو    | اليابان                  | صلبة        | 32        |
| بازل     | دافيدوف سويسز اندورز                | بازل     | سويسرا                   | صلبة (i)    | 32        |
| فالنسيا  | فالنسيانا كوميونيداد المفتوحة للتنس | فالنسيا  | إسبانيا                  | صلبة (i)    | 32        |

^ (i) بطولة داخل القاعات.

### فئة 250 نقطة
| البطل 2009 |
| البطل 2010 |

| اسم البطولة   | الاسم التجاري                         | المدينة       | الدولة           | نوع الأرضية    | بطل الفردي الحالي   | بطل الزوجي الحالي                    |
| الدوحة        | قطر اكسون موبيل المفتوحة              | الدوحة        | قطر              | صلبة           | نيكولاي دافيدينكو   | جويرمو جارسيا لوبيز / ألبرت مونتانيس |
| تشيناي        | تشيناي المفتوحة                       | تشيناي        | الهند            | صلبة           | مارين سيليتش        | مارسيل جرانويرس / سانتياجو فينتورا   |
| بريسبان       | بريسبان الدولية                       | بريسبان       | أستراليا         | صلبة           | أندي روديك          | جيرمي شاردي / مارك جيكيل             |
| سيدني         | ميديبانك سيدني الدولية                | سيدني         | أستراليا         | صلبة           | ماركوس باجداتيس     | دانييل نيستور / نيناد زيمونيتش       |
| أكولاند       | هاينكن المفتوحة                       | أوكلاند       | نيوزيلندا        | صلبة           | جون إيسنر           | ماركوس دانييل / هوريا تيكاو          |
| فينيا دل مار  | موفي ستار المفتوحة                    | فينيا دل مار  | تشيلي            | ترابية (حمراء) | توماس بيللوتشي      | لوكاس كوبوت / أوليفر ماراش           |
| زغرب          | بطولة زغرب للتنس                      | زغرب          | كرواتيا          | صلبة (i)       | مارين سيليتش        | يورجن ميلتسر / فيليب بيتشنر          |
| جوهانسبرغ     | سا تنس المفتوحة                       | جوهانسبرغ     | جنوب إفريقيا     | صلبة           | فيليسيانو لوبيز     | روهان بوبانا / عصام الحق قرشي        |
| كوستا دو سايب | البرازيل المفتوحة                     | كوستا دو سايب | البرازيل         | ترابية (حمراء) | خوان كارلوس فيريرو  | بابلو كويفاس / مارسيل جرانويرس       |
| سان خوسيه     | ساب المفتوحة                          | سان خوسيه     | الولايات المتحدة | صلبة (i)       | فرناندو فيرداسكو    | ماردي فيش / سام كويري                |
| مارسيليا      | 13 المفتوحة                           | مارسيليا      | فرنسا            | صلبة (i)       | مايكل لودرا         | حوليان بينيتو / مايكل لودرا          |
| بوينس آيرس    | كوبا تيل ميكس                         | بوينس آيرس    | الأرجنتين        | ترابية (حمراء) | خوان كارلوس فيريرو  | سيباستيان بريتو / هوراسيو زيبالوس    |
| ديلراي بيتش   | بطولة ديلراي بيتش للتنس               | ديلراي بيتش   | الولايات المتحدة | صلبة           | ايرنستس جولبيس      | بوب براين / مايك براين               |
| هيوستن        | بطولة الملاعب الرملية في هيوستن       | هيوستن        | الولايات المتحدة | ترابية (حمراء) | خوان اجناثيو شيلا   | بوب براين / مايك براين               |
| الدار البيضاء | جائزة الحسن الثاني الكبرى للتنس       | الدار البيضاء | المغرب           | ترابية (حمراء) | ستانسيلاس فافرينكا  | روبرت ليندستيد / هوريا تيكاو         |
| استوريل       | استوريل المفتوحة                      | استوريل       | البرتغال         | ترابية (حمراء) | ألبرت مونتانيس      | مارك لوبيث / دافيد مامريرو           |
| بلغراد        | صربيا المفتوحة                        | بلغراد        | صربيا            | ترابية (حمراء) | سام كويري           | سانتياغو غونزاليس / ترافيس ريتنماير  |
| ميونخ         | بي ام دبليو المفتوحة                  | ميونخ         | ألمانيا          | ترابية (حمراء) | ميخائيل يوجني       | أوليفر ماراش / سانتياجو فينتورا      |
| نيس           | دي نيس كوت دازور المفتوحة             | نيس           | فرنسا            | ترابية (حمراء) | ريشارد جاسكيه       | مارسيلو ميلو / برونو سواريس          |
| هالي          | جيري ويبر المفتوحة                    | هالي          | ألمانيا          | عشبية          | ليتون هيويت         | سيرجي ستاخوفسكي / ميخائيل يوجني      |
| كوينز         | بطولة ايغون                           | لندن          | المملكة المتحدة  | عشبية          | سام كويري           | نوفاك ديوكوفيتش / جوناثان إيرليخ     |
| دا دن بوش     | اليونيسيف المفتوحة                    | روزمالين      | هولندا           | عشبية          | سيرجي ستاخوفسكي     | روبرت ليندستيد / هوريا تيكاو         |
| ايستبورن      | ايغون الدولية                         | ايستبورن      | المملكة المتحدة  | عشبية          | مايكل لودرا         | ماريوس فيرستنبرغ / مارسين ماتخوفسكي  |
| نيوبورت       | هال اوف تنس شامبيونشيبز               | نيوبورت       | الولايات المتحدة | عشبية          | ماردي فيش           | كارستن بال / كريس جوتشيوني           |
| باستاد        | بطولة كاتيللا السويدية المفتوحة       | باستاد        | السويد           | ترابية (حمراء) | نيكولاس ألماجرو     | روبرت ليندستيد / هوريا تيكاو         |
| شتوتغارت      | كأس مرسيدس                            | شتوتغارت      | ألمانيا          | ترابية (حمراء) | ألبرت مونتانيس      | كارلوس بيرلوك / إدواردو شوانك        |
| اتلانتا       | بطولة اتلانتا للتنس                   | اتلانتا       | الولايات المتحدة | صلبة           | ماردي فيش           | سكوت ليبسكي / راجيف رام              |
| لوس أنجلوس    | فارميرز كلاسيك                        | لوس أنجلوس    | الولايات المتحدة | صلبة           | سام كويري           | بوب براين / مايك براين               |
| غشتاد         | بطولة غشتاد المفتوحة للتنس            | غشتاد         | سويسرا           | ترابية (حمراء) | نيكولاس ألماجرو     | يوهان برنستروم / ياركو نييمينن       |
| اوماج         | بطولة كرواتيا المفتوحة للتنس في اوماج | اوماج         | كرواتيا          | ترابية (حمراء) | خوان كارلوس فيريرو  | ليوس فريدل / فيليب بولاسيك           |
| نيو هيفن      | بيلوت بين تنس                         | نيو هيفن      | الولايات المتحدة | صلبة           | سيرجي ستاخوفسكي     | روبرت ليندستيد/ هوريا تيكاو          |
| ميتز          | دي موسيل المفتوحة                     | ميتز          | فرنسا            | صلبة (i)       | جيل سيمون           | داستن براون / روجير واسين            |
| بوخارست       | بي سي ار المفتوحة في رومانيا          | بوخارست       | رومانيا          | ترابية (حمراء) | خوان اجناثيو شيلا   | خوان اجناثيو شيلا / لوكاس كوبوت      |
| بانكوك        | تايلاند المفتوحة                      | بانكوك        | تايلاند          | صلبة (i)       | جويرمو جارسيا لوبيز | كريستوفر كاس / فيكتور ترويسكي        |
| كوالا لمبور   | بورتون ماليزيان المفتوحة              | كوالا لمبور   | ماليزيا          | صلبة (i)       | ميخائيل يوجني       | فرانتيسك سيرماك / ميكال مرتيناك      |
| ستوكهولم      | ايف ستوكهولم المفتوحة                 | ستوكهولم      | السويد           | صلبة (i)       | ماركوس باجداتيس     | برونو سواريس / كيفن يوليت            |
| موسكو         | كأس الكرملين                          | موسكو         | روسيا            | صلبة (i)       | ميخائيل يوجني       | بابلو كويفاس / مارسيل جرانويرس       |
| مونبلييه      | اوبن سود دي فرانس                     | مونبلييه      | فرنسا            | صلبة (i)       | إيفان ليوبيسيتش     | جوليان بينيتو / نيكولاس ماهوت        |
| فيينا         | بانك اوستريا تنس تروفي                | فيينا         | النمسا           | صلبة (i)       | يورجن ميلتسر        | لوكاس كوبوت / أوليفر ماراش           |
| سانت بطرسبرغ  | سانت بطرسبرغ المفتوحة                 | سانت بطرسبرغ  | روسيا            | صلبة (i)       | سيرجي ستاخوفسكي     | كولن فليمنغ / كين سكوبسكي            |
| إسطنبول       | بي إن بي باريباس                      | إسطنبول       | تركيا            | ترابية (حمراء) | روجيه فيدرير        | رادو ألبوت / دوسان لاجوفيتش          |

## الهيكل الإداري
اعتبارًا من 1 يناير 2020، يشغل أندريا جاودينزي منصب رئيس اتحاد لاعبي التنس المحترفين وماسيمو كالفيللي هو الرئيس التنفيذي. مارك يونغ هو نائب رئيس مجلس الإدارة، وديفيد ماسي هو نائب الرئيس التنفيذي للمنطقة الأوروبية وأليسون لي عن المجموعة الدولية.
يضم مجلس إدارة اتحاد لاعبي التنس المحترفين الرئيس، إلى جانب ثلاثة ممثلين عن البطولة وثلاثة ممثلين للاعبين. يتم انتخاب ممثلي اللاعبين من قبل مجلس لاعبي التنس المحترفين
أعضاء مجلس الإدارة الحاليون هم:
الرئيس: أندريا جاودينزي
ممثلو اللاعبين
منطقة الأمريكتين: مارك نولز
المنطقة الأوروبية: Alex Inglot
المنطقة الدولية: David Egdes
ممثلي البطولة
منطقة الأمريكتين: جافين فوربس
المنطقة الأوروبية: Herwig Straka
المنطقة الدولية: تشارلز همفري سميث
يقدم مجلس لاعبين التنس المحترفين ATP المؤلف من 12 عضوًا قرارات استشارية إلى مجلس الإدارة، الذي يتمتع بصلاحية قبول أو رفض اقتراحات المجلس. اعتبارًا من 12 أكتوبر 2020، يتكون المجلس من أربعة لاعبين تم تصنيفهم ضمن أفضل 50 لاعبًا في الفردي (كيفن أندرسون - الرئيس، رافائيل نادال، فيليكس أوجيه-ألياسيم، جون ميلمان)، لاعبان تم تصنيفهما بين 51 و100 في الفرديين (Yen-Hsun Lu وJeremy Chardy)، واثنين من أفضل 100 لاعب في الزوجي (Jürgen Melzer وBruno Soares)، وعضوان كبيران (Andy Murray وRoger Federer)، وعضو من الخريجين (Colin Dowdeswell)، ومدرب واحد، براد ستاين.
يتكون مجلس بطولة اتحاد لاعبي التنس المحترفين من إجمالي 13 عضوًا، خمسة منهم ممثلون من المنطقة الأوروبية، إلى جانب أربعة ممثلين من كل من الأمريكتين والمجموعة الدولية للبطولات.

## وصلة خارجية
- الموقع الرسمي